# Sputnik 7
Sputnik 7 (Тяжелый спутник) byl první sovětský pokus o vyslání sondy pro průzkum Venuše z února roku 1961.

## Technická data
Sondu vyrobil předchůdce dnešní RKK Energija , tehdy Особое конструкторское бюро №1 z SSSR.
Její váha byla 6483 kg.

## Nejasnosti v označování
Mise byla označena jako Sputnik 7 Američany. Ruské a odtud odvozené československé zdroje ji takto nikdy neevidovaly.

## Průběh letu
Start úspěšně proběhl 4. února 1961 z kosmodromu Bajkonur na území Kazašské SSR s pomocí rakety Molnija a bylo dosaženo oběžné dráhy. Zařízení se skládalo z orbitální startovací plošiny (Тяжелый спутник) a planetární sondy Veněra.
Čtvrtý stupeň nosné rakety měl po prvním obletu Země nasměrovat sondu směrem k Venuši, ale selhal kvůli selhání dodávky elektrického proudu k motorům. V důsledku toho zůstal Sputnik 7 na oběžné dráze Země ve výši 212–318 km. Po 22 dnech letu pak sonda shořela při průletu atmosférou Země.